# Ulf Lundell
Ulf Gerhard Lundell (født 20. november 1949 i Stockholm) er en svensk forfatter, digter, rockmusiker og billedkunstner.

## Karriere
Lundell debuterede musikalsk i 1975 med albummet Vargmåne. Året efter kom debut- og generationsromanen Jack, der siden er filmatiseret.
Som forfatter er Lundell tydeligt påvirket af Jack Kerouac og Ernest Hemingway. Siden debutromanen har Lundell udgivet omkring 12 romaner og et par digtsamlinger.
På den musikalske front er inspirationskilderne primært Neil Young, Bob Dylan og Bruce Springsteen.
Lundell laver sine sange på svensk og har igennem 30 års høj produktivitet påvirket den svensksprogede rockmusik. I Danmark er han nok mest kendt for hymnen Öppna Landskap fra albummet Kär och Galen (1982), men denne sang er meget atypisk for hans øvrige produktion. Hymnen var på et tidspunkt på tale som ny svensk nationalmelodi.
Lundell er meget produktiv. Siden pladedebuten i 1975 er det blevet til mere end 30 regulære udgivelser (inkl. liveudgivelser – ekskl. opsamlinger). Fra efteråret 2004 til efteråret 2005 udgav Lundell eksempelvis cd-trilogien OK Baby OK, Högtryck og Lazarus. Han udsendte den samfundskritiske og vrede "Rent Förbannat" i 2012 og "Trunk" i 2013, så produktiviteten er stadig høj - selvom han i 2009 varslede en langsom afslutning på sine liveoptrædener. Han har dog stort set uafbrudt holdt fast i mindst én årlig turné siden.
Lundells tekstunivers kredser om forholdet mellem mænd og kvinder. Lundell er romantisk i sit syn på det modsatte køn, og den medfølgende piedestalfilosofi har sendt ham i verbale opgør med de svenske feminister.

## Sagsanlæg
Omkring årtusindeskiftet endte en af disse diskussioner i retten, da feministen Karolina Ramqvist valgte at offentliggøre et personligt "hadebrev" fra Lundell i bogen Fittstim, som er titlen på den svenske udgave af debatbogen Fisseflokken. Sagen gik ud på, at Ramqvist havde skrevet en meget nedladende anmeldelse af en nodebog med Lundellsange. Hun skrev blandt andet, at Lundells fans mest var de skaldede mænd, der blev pinlige ved grillfesterne. Lundell skrev et nedladende brev til Ramqvist, hvor han blandt andet foreslog hende, at hun burde få sig en kæreste. Ramqvist valgte at offentliggøre dette brev som et eksempel på mandlig sexisme. Lundell lagde sag an, fordi han mente, at ophavsretten til brevet var hans. Lundell vandt sagen i retten, og brevet blev taget ud af de fremtidige udgaver af debatbogen. I det hele taget er Lundell en flittig gæst i avisernes spalter og er kendt for at revse samfundet.

## De senere år
Lundell led under et massivt alkoholmisbrug i 1980'erne. I starten af 1990'erne blev han tørlagt og vendte tilbage som livekunster med det imposante livealbum Maria Kom Tilbaka – live.
Lundell er en flittig livekunstner, og hans årlige sommerturné er blevet en institution i Sverige. Hans koncerter er ofte en tour de force på op mod tre timer.